# World in Conflict
World in Conflict, hay WIC, là một trò chơi điện tử chiến thuật thời gian thực được phát triển bởi công ty Thụy Điển Massive Entertainment và phát hành bởi Ubisoft (trước đây là Sierra Entertainment) cho hệ điều hành Microsoft Windows. Trò chơi được phát hành vào tháng 9 năm 2007. Một bản mở rộng đã được phát hành tháng 3 năm 2009 dưới tên World in Conflict: Soviet Assault.
Trò chơi được thiết lập vào năm 1989 trong sự sụp đổ xã hội, chính trị và kinh tế của Liên Xô. Tuy nhiên trò chơi đi theo lịch sử hư cấu mà tại đó Liên Xô đã sử dụng sức mạnh quân sự, khoa học vượt bậc của mình thời Chiến tranh Lạnh tiến lên chiến tranh toàn lực để giữ vững sức mạnh của mình trên thế giới.

## Cách chơi
World in Conflict không cung cấp căn cứ hay thu thập tài nguyên. Thay vào đó, người chơi có một số tiền xác định trước để mua các đơn vị. Khi người chơi mua một đơn vị, số tiền được trừ và một thời gian chờ để đơn vị được thả tới nơi. Khi một đơn vị bị phá hủy, số tiền đã được sử dụng để mua nó đang từ từ hồi phục lại cho người chơi: do đó quân tiếp viện có thể được triệu tập trở lại. Kiểu trò chơi chiến thuật không có xây dựng cơ sở và khai thác tài nguyên mà có tính năng viện trợ liên tục (RTT). Một ví dụ khác của thể loại này là Ground Control của, đôi khi được coi là người tiền nhiệm.
World in Conflict có ba phe phái chính: Hoa Kỳ, Liên Xô và NATO, cả ba phe đều có thể điều khiển được trong trò chơi. Tuy nhiên, chỉ có Mỹ và NATO là các phe phái điều khiển được trong các chiến dịch chơi đơn, Hoa Kỳ và NATO đọ sức với Liên Xô trong suốt phần chơi chiến dịch cũng như trong chơi phần trực tuyến.
Người chơi có thể chọn một trong bốn quân chủng trong trận chiến: bộ binh, không quân, hỗ trợ hoặc thiết giáp. Quân chủng bộ binh cho phép sử dụng các loại đơn vị bộ binh khác nhau như chống tăng, bắn tỉa, và các loại xe vận chuyển nhẹ trong khi thiết giáp cho phép người chơi sử dụng các lớp khác nhau của xe tăng, chi phối trực tiếp chiến trường mặt đất của trò chơi. Người chơi lựa chọn các quân chủng không quân có quyền sử dụng trực thăng chống tăng, do thám, ưu thế trên không và máy bay trực thăng vận tải. Cuối cùng, vai trò hỗ trợ có chống phòng không, pháo binh, và các đơn vị sửa chữa.Các đơn vị cơ bản của mỗi quân chủng có thể được mua bởi tất cả mọi người chơi nhưng sẽ tốn kém và không hiệu quả bằng người chơi chuyên quân chủng đó. Ngoài ra, mỗi quân chủng có các đơn vị riêng đặc biệt của nó, mà người chơi quân chủng khác sẽ không thể mua được.
Người chơi thiết giáp có thể dễ dàng bị đánh bại bởi một người chơi không quân, trong khi một người chơi không quân sẽ không hiệu quả nếu người chơi thiết giáp không hỗ trợ để loại bỏ kẻ thù phòng không. Điều này khiến trận đấu phụ thuộc quá nhiều vào teamplay. Những hình thức nổi bật nhất của việc này là người chơi hỗ trợ chỉ sử dụng pháo hạng nặng mà không sử dụng súng phòng không và các đơn vị sửa chữa, để lại người chơi thiết giáp đối đầu với máy bay trực thăng của đối phương. Thiết giáp thường có tầm quan trọng hơn pháo binh, làm suy yếu quyền lực tấn công của pháo binh trên chiến trường. Điều này đã được sửa chữa bởi các bản vá lỗi.
Hầu hết các đơn vị có khả năng đặc biệt trong tấn công và phòng thủ khi sử dụng. Ví dụ,bộ binh thường có khả năng phóng lựu tấn công và khả năng chạy nước rút cho phòng thủ. World in Conflict sử dụng một hệ thống trợ giúp chiến thuật (Tactical Aids) tương tự như của Command & Conquer: Generals. Tactical Aids cho phép người chơi thực hiện hành động đặc biệt như gọi các cuộc không kích, triển khai lính dù, và triển khai cuộc tấn công ném bom rải thảm,...

### Single player campaign
Chiến dịch chơi đơn lấy cảm hứng từ Call of Duty và Medal of Honor, đặt người chơi trong vai trò của Trung úy Parker, một sĩ quan Quân đội Hoa Kỳ chỉ huy 1 đại đội. Khuôn mặt của nhân vật là không bao giờ xuất hiện trong suốt chiến dịch. AI điều khiển phần hành động còn lại của các nhân vật khác, mặc dù một phần lớn hành động vẫn tập trung vào người chơi. Điều này trái ngược với cách chơi của nhiều game chiến thật thời gian thực khác (RTS), trong đó người chơi chịu trách nhiệm điều khiển toàn bộ quân đội và do đó chịu trách nhiệm cho hầu hết các hành động trên chiến trường. Người chơi điều khiển quân đội tại nhiều địa điểm khác nhau như Mỹ, châu Âu và Nga.
Chế độ chơi chiến dịch khác nhiều so với các chế độ skirmish và chế độ chơi mạng vì nó hạn chế các đơn vị có thể được triển khai. Cốt truyện trong phần chơi chiến dịch được thuật lại bởi Alec Baldwin.